# 西咸興站
西咸興站（韓語：서함흥역）是朝鮮民主主義人民共和國咸鏡南道咸兴市的一個鐵路車站，属于西湖线。

## 邻近车站
西湖线
西咸興站 - 沙浦站